# FastTracker 2
FastTracker 2 (též FastTracker II nebo FastTracker ][, zkráceně FT2) je hudební tracker vytvořený Fredrikem Hussem ("Mr. H") a Magnusem Högdahlem ("Vogue") z demoskupiny Triton (později Starbreeze Studios) v listopadu 1994.

## Historie
Program napsali v jazyce Borland Pascal 7 s rutinami v assembleru. Byl uvolněn pod specifickou proprietární licencí a je druhou verzí trackeru od Tritonu (FastTracker (I)), který tato skupina vydala v roce 1993. FastTracker II byl vyvíjen až do roku 1999; jeho poslední verze je 2.09.

## Hardwarové požadavky a podpora
Běží pod operačním systémem MS-DOS, vyžaduje 32bitový procesor a 4 MB RAM, minimálně grafickou kartu EGA a myš. Používá grafický režim s rozlišením 640 × 400 s 16 barvami. Ze zvukových karet podporuje Gravis Ultrasound, Creative Labs SoundBlaster nebo kompatibilní, Covox nebo PC Speaker. Výstup zvuku může být 8bitový nebo 16bitový a podporuje stereo 2.0. U zvukových karet, které to podporují, využívá jejich hardwarovou akceleraci, jinak zvuk interpoluje softwarově.

## Vizuální podoba
FastTracker II je inspirovaný trackerem Protracker pro Amigu. Obrazovka je horizontálně rozdělena na dvě poloviny, do obou lze otevírat obsah zajišťující různé operace a agendy (samply, instrumenty, kanály, diskové operace, …). Kanály jsou orientovány svisle, při přehrávání noty ubíhají zespoda nahoru, skrze centrální řádek, na němž se přehrají v okamžiku, kdy jím proběhnou.

## Podporované formáty
Program zavedl svůj vlastní XM (souborový formát). Mimo to umí načíst moduly ve formátu .MOD (jak ty starší 4kanálové, pro Amigu, tak pozdější vícekanálové verze), dále formát S3M pro ScreamTracker. Samply umí načíst ve formátu IFF, VOC a WAV, 8bitové a 16bitové, stereo nebo mono. Mimo to zavedl formáty pro uložení patterny (XP), instrumentu (XI). Nabízí několik nastavení zpětné kompatibility pro MODy z Protrackeru a možnosti žádné, simulované nebo lineární interpolace přehrávání.

## Popis trackeru
Modul ve FastTrackeru sestával z 1 až 256 patternů (přibližně odpovídajícímu notovému listu) namapovaných na 1 až 256 tzv. orderů (sled listů) a to pro 2, 4, 6, 8, … až 32 kanálů/tracků (každý kanál v jeden okamžik mohl přehrát maximálně jeden sampl). Nad rámec tehdejších modulů typu MOD (a přibližně ve stejnou dobu jako jeho rival ScreamTracker) zavedl instrumenty, které organizovaly samply do skupiny, kde každý sampl (až 16 pro každý instrument) mohl být namapován na libovolnou z not (podpora plných 8 oktáv). Šlo tak lépe organizovat kvalitnější nástroje, které různé frekvence mají různou charakteristiku. Každý instrument také mohl mít posunutou výchozí přehrávací frekvenci o -128 až 127 půltónů včetně jemné seřízení s citlivostí 1/256 půltónu a jako další novinku oproti formátu MOD nabídl možnost vlastního definovaného průběhu hlasitosti a panningu (stereo pozice – „mezi pravým a levým uchem“) lineární interpolací. Krom značení not má značku pro „odeznění“, která buď zcela utne právě znějící instrument nebo jej nechá odeznít podle uživatelsky nastaveného průběhu.

## Další nástroje
FastTracker měl základní integrovaný editor samplů. Kromě podporovaných formátů uměl jako sampl načíst libovolný soubor (pokud nepřesahoval paměť) a pokud soubor obsahoval nekomprimovaná zvuková 8bitová nebo 16bitová data, bylo možno je ve FT2 upravit – zkonvertovat mezi 8 a 16 bity, obrátit rozsah ('znaménkové' versus 'neznaménkové' samply) u 16bitových obrátit pořadí v každé dvojici bajtů nesoucí jednotlivý sampl. Krom běžných operací (Cut, Copy & Paste) bylo možno upravovat hlasitost (pro celý průběh nebo lineární růst/pokles) nebo dokonce prolínat jeden sampl do druhého.
FastTracker II ve verzi 2.09 uměl nahrát skladby z CD mechaniky.
Program má i integrovanou nápovědu s poměrně detailním vysvětlením funkčnosti a seznamem použitelných efektů na noty. Jedna z jeho sekcí je i hra na bázi hada požírajícího kostičky.

## Vliv a odkaz

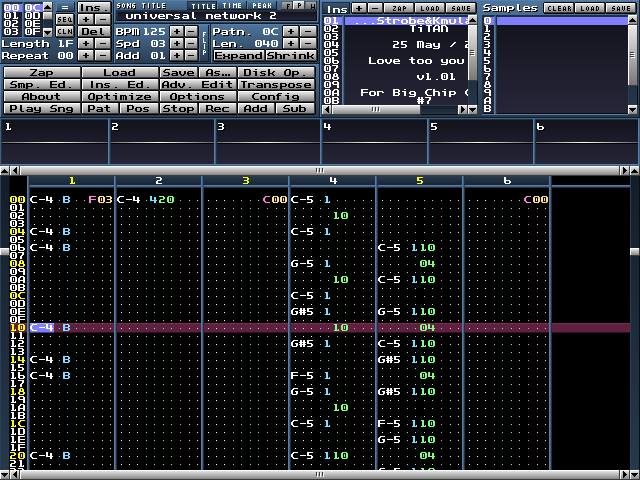
Milky Tracker – FT2 vizuálně podobný – je jeho pokračováním pro různé operační systémy, včetně Windows, Linuxu a dalších

- V demoscéně v době uvedení FastTrackeru existovaly rozbroje o to, který tracker je lepší, zda FastTracker, ScreamTracker nebo pozdější Impulse Tracker.
- V druhé polovině 90. let některé hry (pro MS-DOS, Windows 95 a 98) používaly trackovanou hudbu a jejich hudební developeři si vybrali právě FastTracker 2.
- FastTracker se na krátkou dobu oblíbeným softwarem pro produkci DJů. Bylo to přibližně mezi lety 2000 a 2003.
- Triton ke konci 90. let vyvíjel FastTracker ve své třetí verzi, ale v roce 1999 vývoj ukončil. Po FT2 vzniklo několik dalších trackerů pro aktuálnější operační systémy, například Milky Tracker.